# Червеноклюни потапници
Червеноклюните потапници (Netta) са род птици, принадлежащи към семейство Патицови (Anatidae), разред Гъскоподобни (Anseriformes). В рода се включват три актуално съществуващи вида. Имат изразен полов диморфизъм. Плуват и се гмуркат добре.

## Разпространение
Разпространени са в Европа и Азия. В България се среща един вид - Червеноклюна потапница.
Обитават сладководни езера, блата или бавно течащи реки, гъсто обрасли с водна растителност.

## Начин на живот и хранене
Хранят се с водна растителност и животинска храна: дребни мекотели, личинки на насекоми, ракообразни.

## Размножаване
Гнездото си построяват винаги в непосредствена близост до водата. Снася от 5 до 16 яйца. Мъти само женската. Малките се излюпват достатъчно развити за да могат да се придвижват и хранят самостоятелно.

## Допълнителни сведения
На територията на България Червеноклюната потапница е защитен вид включен в Червената книга.

## Списък на видовете
- род Netta -- Червеноклюни потапници
  - Netta erythrophthalma (Wied-Neuwied, 1833)
  - Netta peposaca (Vieillot, 1816)
  - Netta rufina (Pallas, 1773) -- Червеноклюна потапница